# Colrain (Massachusetts)
Colrain é uma vila localizada no condado de Franklin no estado estadounidense de Massachusetts. No Censo de 2010 tinha uma população de 1.671 habitantes e uma densidade populacional de 14,87 pessoas por km².

## Geografia
Colrain encontra-se localizado nas coordenadas 42° 41′ 41″ N, 72° 42′ 40″ O. Segundo o Departamento do Censo dos Estados Unidos, Colrain tem uma superfície total de 112.37 km², da qual 111.72 km² correspondem a terra firme e (0.59%) 0.66 km² é água.

## Demografia
Segundo o censo de 2010, tinha 1.671 pessoas residindo em Colrain. A densidade populacional era de 14,87 hab./km². Dos 1.671 habitantes, Colrain estava composto pelo 96.53% brancos, o 0.48% eram afroamericanos, o 0.06% eram amerindios, o 0.78% eram asiáticos, o 0% eram insulares do Pacífico, o 0.3% eram de outras raças e o 1.86% pertenciam a duas ou mais raças. Do total da população o 0.78% eram hispanos ou latinos de qualquer raça.